# Karl Tittel
Richard Karl Tittel (* 4. August 1872 in Dresden; † 18. Dezember 1943 in Großdeuben) war ein deutscher Altphilologe und Pädagoge.

## Leben
Tittel wurde 1872 in Dresden geboren. Dort besuchte er von 1883 bis 1891 die Kreuzschule. Danach diente er als Einjährig-Freiwilliger. Ab 1892 studierte er Germanistik, Geschichte und Klassische Philologie bei Kurt Wachsmuth an der Universität Leipzig. 1895 wurde er mit der Dissertation De Gemini stoici studiis mathematicis quaestiones philologae zum Dr. phil. promoviert. Im Jahr 1896 legte er das Staatsexamen ab.
Von 1896 bis 1897 unterrichtete er am Königlichen Gymnasium in Dresden-Neustadt und an der Privat-Realschule nach Müller-Gelinek. Danach wurde er an die Fürstenschule Grimma und 1898 als Vikar an die Nikolaischule in Leipzig versetzt. Er lehrte die Fächer Deutsch, Geschichte, Geographie, Latein und Griechisch. Außerdem setzte er sich für den Turnunterricht ein. Tittel unternahm Studienreisen nach Italien und Griechenland. 1914 wurde er Lehrer des Pädagogischen Seminars für Kandidaten des höheren Schulamts. Nach Kriegsbeginn half er als Pädagoge in der Fürsten- und Landesschule Meißen und dem Schiller-Realgymnasium aus.
1917 wurde er zum Rektor (als Oberstudiendirektor) und Nachfolger von Emil Jungmann der Thomasschule zu Leipzig und Vorsteher des Thomanerchores ernannt. Er setzte sich für den Erhalt der Schule während des Ersten Weltkrieges und der danach folgenden Inflation in Deutschland ein. Mehrmals begleitete er den Thomanerchor unter Karl Straube auf Auslandstourneen. Mit Machtübernahme der Nationalsozialisten wuchs der Druck auf Tittel. 1933 behielt man ihn wegen seines Erfahrungsschatzes vorläufig im Amt. Am 30. Juni 1935 wurde er auf eigenen Wunsch vom Oberbürgermeister Carl Friedrich Goerdeler in Ehren entlassen.

## Werke
- De Gemini stoici studiis mathematicis quaestiones philologae. Dissertation, Leipzig 1895.
- Die Nikolaischule 1512–1912. Jubiläumsschrift zur Feier des 400jährigen Bestehens am 22., 23. und 24. Mai 1912. Breitkopf & Härtel, Leipzig 1912.
- Kriegsspiele. Anleitung zu Felddienstübungen der Jugend. Teubner, Leipzig [u. a.] 1913.